# Фуенсемільян
Фуенсемільян (ісп. Fuencemillán) — муніципалітет в Іспанії, у складі автономної спільноти Кастилія-Ла-Манча, у провінції Гвадалахара. Населення — 137 осіб (2010).
Муніципалітет розташований на відстані близько 75 км на північний схід від Мадрида, 32 км на північ від Гвадалахари.

## Демографія
Динаміка населення (INE ):